# Idrogeno deidrogenasi
La idrogeno deidrogenasi è un enzima appartenente alla classe delle ossidoreduttasi, che catalizza la seguente reazione:
H2 + NAD+ ⇄ H+ + NADH
Si tratta di una flavoproteina (con FMN o FAD) contenente centri ferro-zolfo. Alcune forme di questo enzima possono contenere nichel.